# Jasper Van Der Heyden
Jasper Van Der Heyden (3 juli 1995) is een Belgisch voetballer die als vleugelspeler speelt. Hij is een zoon van Stephan Van der Heyden.

## Carrière
Van Der Heyden debuteerde tijdens het seizoen 2012/13 op zeventienjarige leeftijd  bij Lierse SK, waar hij topscorer was bij de beloften. In juli 2014 ging hij naar ASV Geel. Hij speelde kort voor VV Hoogstraten (november 2015-januari 2016) en keerde daarna terug naar Geel. Van medio 2017 tot maart 2018 kwam hij uit voor KFC Zwarte Leeuw. Daarna ging hij in IJsland voor Þróttur Reykjavík spelen. Na twee seizoenen bij de club uit de hoofdstad trok hij in maart 2020 naar AB Argir uit de Faeröer.. Op 3 januari 2021 tekende hij een contract voor één seizoen bij KÍ Klaksvík. Na één seizoen bij de blauwwitten, verkaste hij naar reeksgenoot 07 Vestur.
Na twee succesvolle seizoenen bij de club uit Vágar, raakte op 13 december 2023 bekend dat Jasper vanaf het seizoen 2024 zal uitkomen voor promovendus NSÍ Runavík.

## Statistieken
| Seizoen         | Club              |                  | Competitie             | Competitie | Competitie | Beker | Beker | Internationaal | Internationaal | Totaal | Totaal |
| Seizoen         | Club              | Wed.             | Competitie             | Dlp.       | Wed.       | Dlp.  | Wed.  | Dlp.           | Wed.           | Dlp.   |        |
| --------------- | ----------------- | ---------------- | ---------------------- | ---------- | ---------- | ----- | ----- | -------------- | -------------- | ------ | ------ |
| 2012/13         | K. Lierse SK      | Vlag van België  | Jupiler Pro League     | 3          | 0          | 0     | 0     | —              | —              | 3      | 0      |
| 2013/14         | K. Lierse SK      | Vlag van België  | Jupiler Pro League     | 2          | 0          | 0     | 0     | —              | —              | 2      | 0      |
| 2014/15         | ASV Geel          | Vlag van België  | Proximus League        | 26         | 3          | 0     | 0     | —              | —              | 26     | 3      |
| 2015/16         | VV Hoogstraten    | Vlag van België  | Derde klasse           | 6          | 2          | 0     | 0     | —              | —              | 6      | 2      |
| 2015/16         | ASV Geel          | Vlag van België  | Proximus League        | 11         | 2          | 0     | 0     | —              | —              | 11     | 2      |
| 2016/17         | ASV Geel          | Vlag van België  | Eerste klasse amateurs | 21         | 0          | 1     | 0     | —              | —              | 22     | 0      |
| 2017/18         | KFC Zwarte Leeuw  | Vlag van België  | Tweede klasse amateurs | 16         | 4          | 0     | 0     | —              | —              | 16     | 4      |
| 2018            | Þróttur Reykjavík | Vlag van IJsland | Úrvalsdeild            | 21         | 4          | 2     | 0     | —              | —              | 23     | 4      |
| 2019            | Þróttur Reykjavík | Vlag van IJsland | Úrvalsdeild            | 21         | 6          | 6     | 2     | —              | —              | 27     | 8      |
| 2020            | AB Argir          | Vlag van Faeröer | Meistaradeildin        | 23         | 2          | 2     | 0     | —              | —              | 25     | 2      |
| 2021            | KÍ Klaksvík       | Vlag van Faeröer | Meistaradeildin        | 13         | 5          | 0     | 0     | 1              | 0              | 14     | 5      |
| 2022            | 07 Vestur         | Vlag van Faeröer | Meistaradeildin        | 24         | 7          | 0     | 0     | —              | —              | 24     | 7      |
| 2023            | 07 Vestur         | Vlag van Faeröer | Meistaradeildin        | 25         | 5          | 3     | 1     | —              | —              | 28     | 6      |
| 2024            | NSÍ Runavík       | Vlag van Faeröer | Meistaradeildin        | 0          | 0          | 0     | 0     | —              | —              | 0      | 0      |
| Carrière totaal | Carrière totaal   | Carrière totaal  | Carrière totaal        | 212        | 40         | 14    | 3     | 1              | 0              | 226    | 43     |

Bijgewerkt t.e.m. 16/12/23.